# Taiwanisches Puppentheater
Das taiwanische Puppentheater ist traditionell ein mit Handpuppen auf einer eigenen Puppenbühne aufgeführtes Puppenspiel. Seine Wurzeln liegen im südchinesischen Marionetten- und Handpuppentheater. Traditionell wird das Puppenspiel durch reisende Puppentheatertruppen u. a. bei Tempelfesten zur Aufführung gebracht. Daneben gibt es allerdings auch moderne Formen des Puppentheaters, wie die zeitweise sehr erfolgreichen Puppentheaterserien des Fernsehsenders Pili International. Das taiwanische Puppentheater wird heute von vielen Bewohnern Taiwans als ein sehr wichtiges Element der eigenen Tradition betrachtet.
1993 porträtierte der taiwanische Regisseur Hou Hsiao-Hsien den berühmten taiwanischen Puppenspieler Lee Tianlu († 1998) im Film Der Meister des Puppenspiels (The Puppetmaster; Hsimeng jensheng). In Sanchih in der Nähe Taipehs befindet sich ein kleines Museum zur Puppentheater-Truppe Lee Tianlus.

## Geschichte
Das Handpuppentheater entstand während der Ming-Dynastie (1368–1644) aus dem chinesischen Marionettentheater. Seit der Regierungszeit des Kaisers Jiaqing (1796–1820) war das Handpuppentheater in der südchinesischen Provinz Fuzhou sehr populär und verbreitete sich von dort auch auf die Insel Taiwan. Auch in Taiwan entstanden so zahlreiche Puppentheatertruppen, die bald das ganze Land bespielten. Während der japanischen Besetzung (1895–1945) wurden die Aufführungen im Zuge der Japanisierungspolitik zeitweise verboten oder durch Propagandastücke in japanischer Sprache ersetzt.